# Andon (Alpes-Maritimes)
Andon ist eine französische Gemeinde im Département Alpes-Maritimes in der Region Provence-Alpes-Côte d’Azur. Sie gehört zum Kanton Grasse-1 im Arrondissement Grasse.

## Lage
Die Gemeinde liegt im Regionalen Naturpark Préalpes d’Azur.
Die angrenzenden Gemeinden sind Saint-Auban und Le Mas im Norden, Gréolières, Cipières und Caussols im Osten, Saint-Vallier-de-Thiey und Escragnolles im Süden sowie Caille und Valderoure im Westen.

## Bevölkerungsentwicklung
| 1962 | 1968 | 1975 | 1982 | 1990 | 1999 | 2006 | 2008 | 2016 |
| ---- | ---- | ---- | ---- | ---- | ---- | ---- | ---- | ---- |
| 347  | 341  | 444  | 249  | 300  | 341  | 504  | 550  | 589  |

## Sehenswürdigkeiten
Siehe: Liste der Monuments historiques in Andon (Alpes-Maritimes)